# Requiem voor pater Kolbe
Het Requiem voor pater Kolbe is een compositie van de Poolse componist Wojciech Kilar. De compositie is geschreven voor de film Een leven voor een leven (Życie za życie. Maksymilian Kolbe) van Krzysztof Zanussi uit 1990 over het leven van Maximiliaan Kolbe en later bewerkt tot deze uitvoering.
Het werk loopt niet de standaard delen af van een requiem, maar is een instrumentaal werk voor strijkinstrumenten, piano, celesta en harp. Het thema is vrij eenvoudig en bestaat uit zinnen van 12 maten. Het tempo is uiterst traag.
De aanzet wordt gegeven door de piano die samen met de harp als een basso continuo de ostinato van de strijkers de gehele compositie ritmisch ondersteunt. De eerste zin bestaat uit vijf tonen in mineur, gespeeld door het middensegment van de strijkerssectie. Na een antwoord wordt de 10-matenreeks afgesloten met de herhaling van de eerste tonenreeks. Het afsterven van de zin neemt drie maten in beslag. Vervolgens begint het thema steeds opnieuw, aangevuld met hoger gestemde instrumenten. Na vijf minuten eindigt de eerste sectie na een vertraging in een generale rust. Na die rust speelt de celesta het thema solo.
De tweede sectie bestaat uit een herhaling van het eerste thema, doch nu wordt het stevig onderbouwd door contrabassen, zodat een massief geheel ontstaat, de muziek is indringender en ligt zwaar op de maag. De tweede sectie is korter dan de eerste maar sluit ook van met een 3-maten uitsterving. Opnieuw klinkt na de generale rust de celesta.
De derde sectie wordt gevormd door een simpele melodie op de piano en harp, terwijl de strijkers een minutenlange toon aanhouden. De sectie wordt afgesloten met een terugkeer naar de eerste opzet, maar nu spelen piano en harp niet meer op de achtergrond, ze zijn bijna overheersend aanwezig. Na een aantal maten lost de opdringerigheid op en sterft de muziek weg.
De vierde sectie sluit naadloos aan op de derde. Tijdens het wegsterven moduleert de muziek van mineur naar majeur. Een variatie op het eerste thema wordt ingezet en biedt een troostrijk en hoopvol slot.
Delen van de muziek zijn ook gebruikt in de film The Truman Show (1998).

## Bron en discografie
- Uitgave Jade Records, onderdeel van WEA; Nationaal Filharmonisch Orkest van Polen o.l.v. Kazimierz Kord
- Eerste sectie op YouTube